# Epicephala zalosticha
Epicephala zalosticha là một loài bướm đêm thuộc họ Gracillariidae. Nó được tìm thấy ở Queensland và New South Wales.